# ابناو
ابناو (به آلمانی: Ebenau) یک منطقهٔ مسکونی در اتریش است که در ناحیه زالتسبورگ-اومگه‌بونگ واقع شده‌است. ابناو ۱۷٫۱۵ کیلومتر مربع مساحت دارد ۶۲۳ متر بالاتر از سطح دریا واقع شده‌است.